# SDF Street Dance Fighters
SDF Street Dance Fighters (You Got Served) è un film del 2004 diretto da Chris Stokes, con Omarion e Marques Houston, e gli altri componenti della boy band B2K.

## Trama
Elgin e David sono i due migliori street dancers del loro quartiere, oltre che grandi amici. I due sono a capo della migliore crew della città. Quando un altro gruppo li sfida mettendo in palio la somma di 5000 dollari, i due ragazzi accettano la sfida, ma il loro problema è trovare la somma. Per la differenza mancante, decidono di rivolgersi alla nonna di Elgin, intanto continuano a fare dei lavoretti per un malavitoso del quartiere. Intanto tra i due amici iniziano dei problemi, a causa della sorella di Elgin che si è innamorata di David, amore peraltro corrisposto. Una sera David a causa di un incontro con la sorella di Elgin dimentica l'appuntamento per un trasporto. Elgin effettua lo stesso il trasporto ma quella sera viene aggredito e derubato, finendo in ospedale. L'amicizia tra i due sembra finita. Per recuperare la somma da restituire Elgin si iscrive ad una competizione che mette in palio ben 50.000 dollari e la possibilità di girare un video con Lil' Kim, La competizione sarà dura e piena di sorprese.

## Curiosità
- Il gruppo dei B2K si sciolse inaspettatamente prima dell'inizio del film. Tuttavia continuarono a cantare insieme per i brani della colonna sonora del film, che rimane di fatto il loro ultimo lavoro.
- Il film ha subito diverse parodie: una di queste, inserita nello show americano Robot Chicken vede i protagonisti dell'anime degli anni '80 Voltron imitare una scena del film. Anche il film 3ciento - Chi l'ha duro... la vince figura una parodia di Street Dance Fighters.

## Colonna sonora
1. Badaboom - B2K featuring Fabolous
2. Do That Thing (featuring Lil' Kim) - B2K
3. Take It To The Floor - B2K
4. Sprung - B2K
5. Out The Hood - B2K
6. Streets Is Callin' - B2K
7. Fizzo Got Flow - B2K
8. Happy - Jhené featuring B2K
9. Smile	- Marques Houston
10. Smellz Like A Party - O'Ryan featuring Rufus Blaq
11. The One - ATL
12. Can I Get It Back - XSO Drive featuring Red Café
13. Ante Up (Robbin Hoodz Theory) - M.O.P.
14. Pump It Up - Joe Budden
15. Drop - Timbaland & Magoo